# 中国建设银行

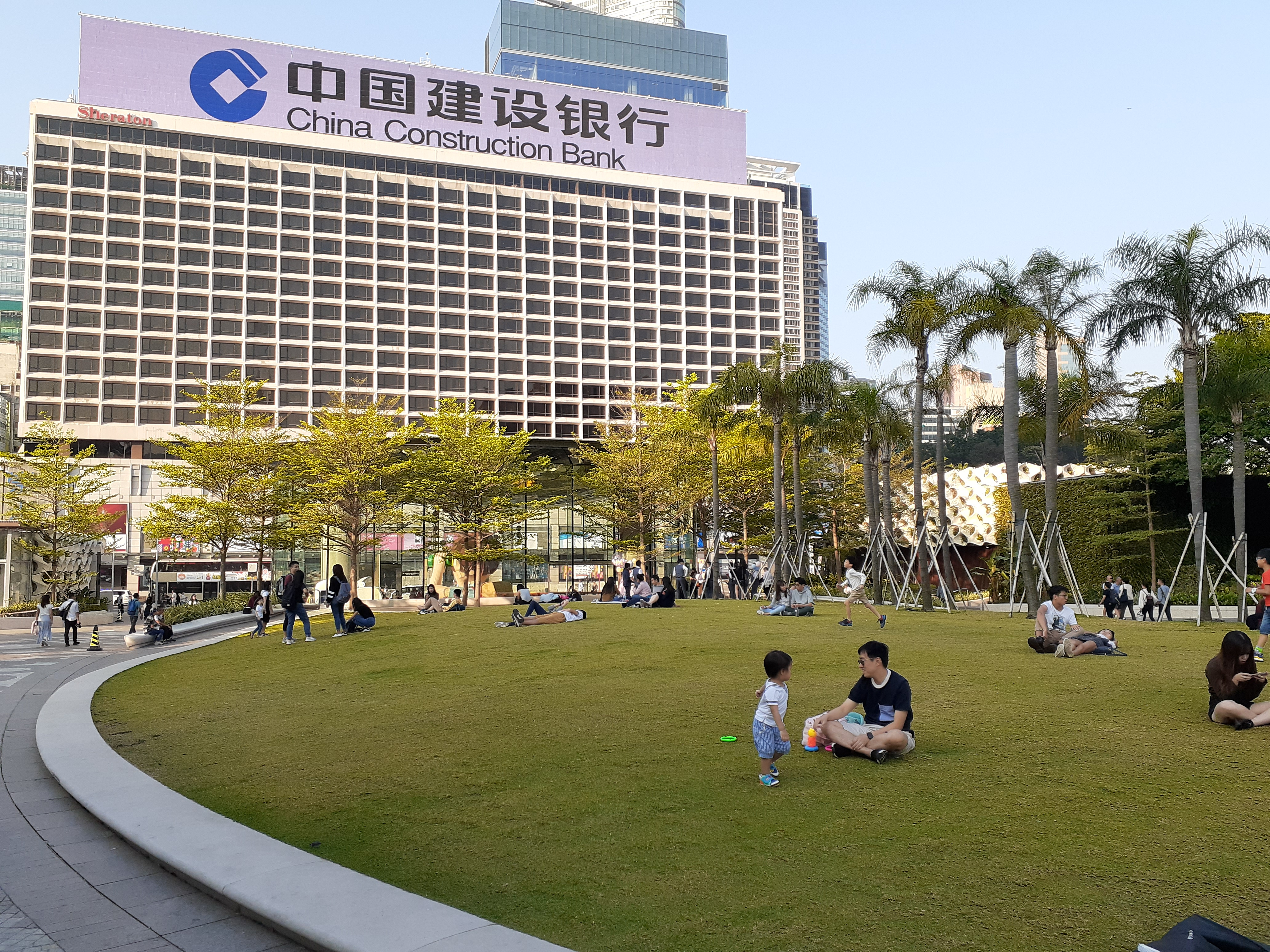
位处香港喜来登酒店天台的中国建设银行企业标誌牌

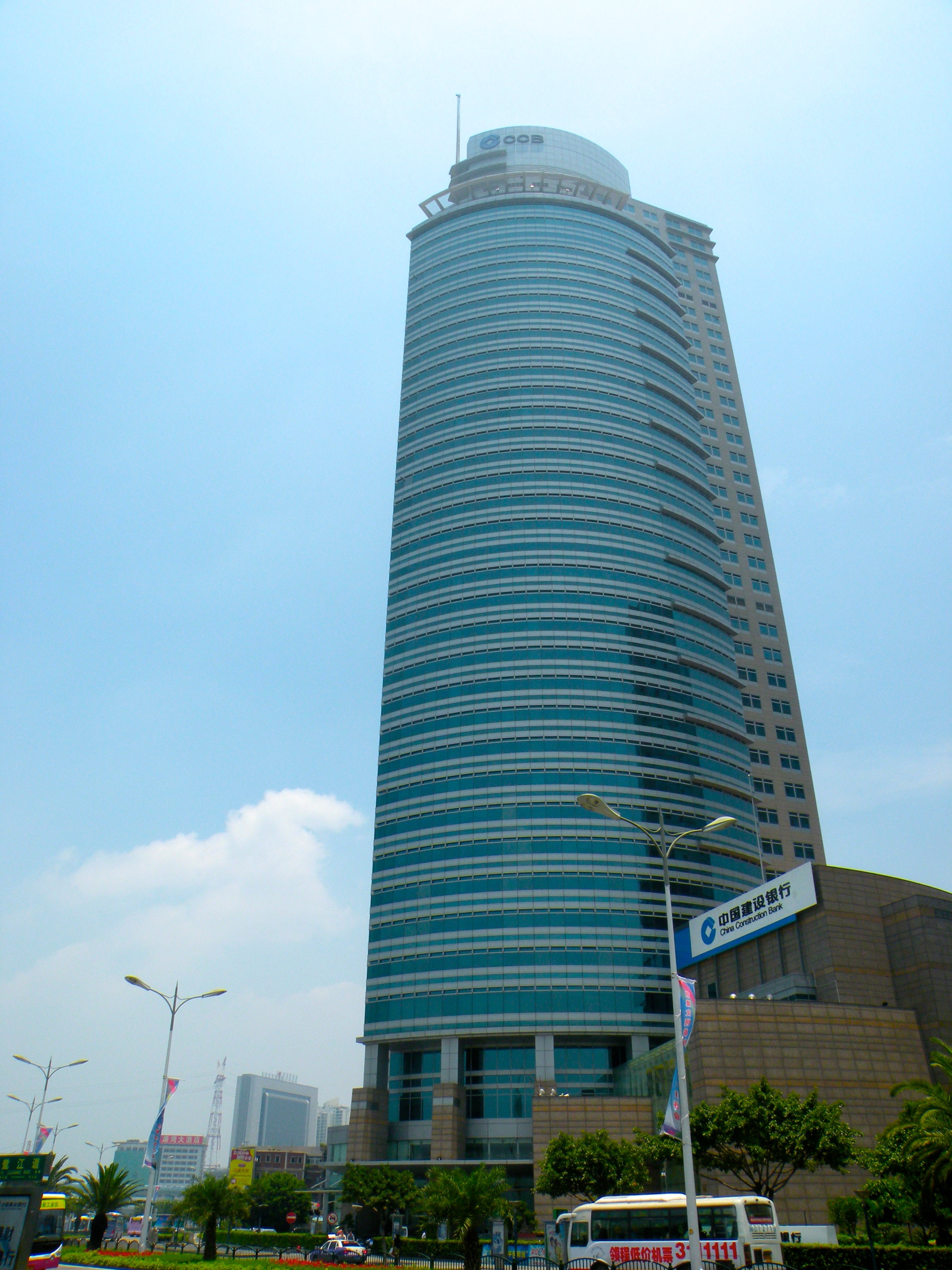
建设银行大厦（厦门）

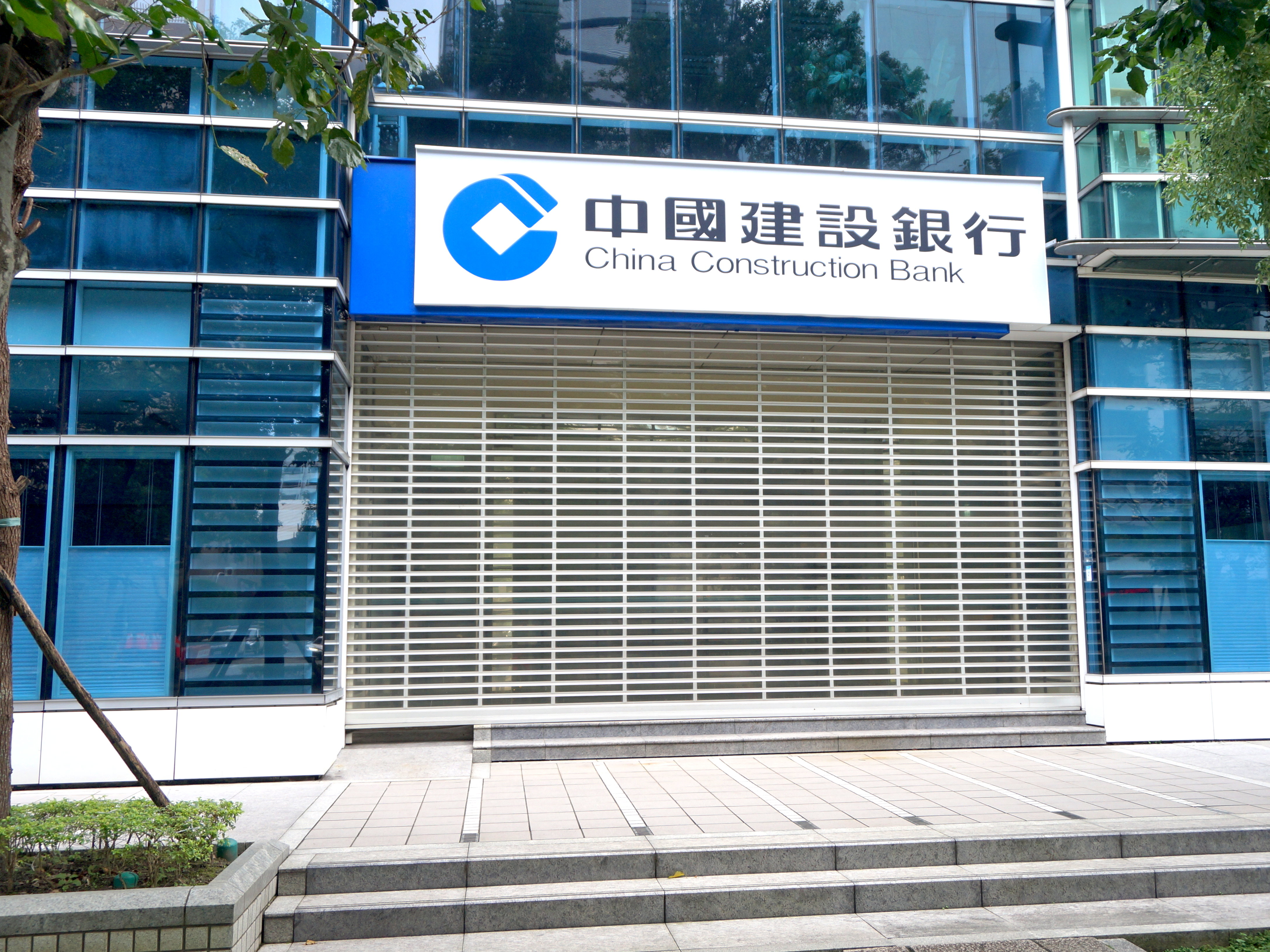
建行台北分行

中国建设银行股份有限公司（英語：China Construction Bank Corporation，缩写：CCB），简称中国建设银行、建设银行或建行，是中国大陆四大国有股份制商业银行之一，是中国大陸规模第二大的银行，也是英国《银行家》（The Banker） 杂志公布的“2019年全球银行1000强”榜单中位居全球第二位的银行。同时也是代表香港中資金融股的八行五保之一。建设银行一级资本为2,720亿美元，在2023年的财富世界500强企业榜单中位列第29位。

## 历史
1954年10月1日，经中央人民政府政务院批准，中国人民建设银行在承接原交通银行机构的基础上设立，其成立初衷是管理国家基本建设资金。

中国人民建设银行标志（1996年前）

1979年8月28日，国务院批准将中国人民建设银行由办理基本建设投资拨款监督工作的专业银行（财政部隶属的司局级单位）升格为国务院直属单位，由国家建委、财政部代管，以财政部为主；1980年9月19日，中组部任命财政部副部长武博山兼任行长。根据国家计委、财政部中国人民建设银行1984年12月14日文件规定，从1985年1月1日起，凡是由国家预算安排的基本建设投资全部由财政拨款改为建设银行贷款，中国人民建设银行实行利润留成的财务体制。1985年1月14日，安徽省政府秘书长周道炯升任建行行长。
1994年2月17日，中国人民银行副行长王岐山接任建行行长。1994年，按照国家投资体制改革的要求，中国人民建设银行将代行的财政职能和办理的政策性基本建设贷款业务分别移交财政部和国家开发银行。1995年建行和摩根士丹利、中国经济技术投资担保有限公司、新加坡政府投资公司、香港名力集团控股有限公司等合资组建了内地首家国际性投资银行——「中国国际金融有限公司」，是我国第一家有外资参股的投资银行。1996年3月26日，中国人民建设银行正式更名为中国建设银行。1998年2月10日，中国人民银行副行长周小川接任行长。2000年2月18日，中国银行董事长兼行长王雪冰调任建行行长。2002年1月，美国货币监理署公布了对中国银行纽约分行的调查结果，认为中国银行纽约分行涉及信用证欺诈、欺骗性贷款和其它违规行为，而这些事实大多发生在王雪冰担任纽约分行行长期间，事发后他受到审查并被迅速免职，最终以受贿罪判处有期徒刑12年。2002年1月10日，建行第一副行长张恩照临危受命接任行长。2004年7月22日，中组部任命中信集团公司常务副总经理常振明为建行党委副书记。2004年9月15日，中国建设银行由国有独资商业银行改制为国家控股的股份制商业银行，建行股份有限公司第一届董事会第一次会议选举张恩照为董事长，常振明为副董事长兼行长。9月17日，中国建设银行股份有限公司依法成立，承继原中国建设银行的商业银行业务及相关资产和负债，董事长成为一把手，行长为二把手。2004年12月9日，美国的一家公司向美国法院起诉张违反了美国1977年《海外腐败行为法》，收受了竞争对手的100万美元，而且还接受竞争对手的邀请，到世界上最豪华的高尔夫球场之一加州卵石滩度假。2005年3月被“双规”，后以受贿罪判处有期徒刑15年。常振明短期代行董事长职权。2005年3月17日人民银行副行长郭树清出任建行董事长。2005年6月17日，中国建设银行和美国银行于北京共同宣布，双方签署了关于战略投资与合作的最终协议。根据协议，美国银行将分阶段对建设银行进行投资，最终持有股权可达到19.9%。2005年7月4日，中国建设银行和淡马锡控股就战略合作事宜达成一致并签署最终协议。根据协议，淡马锡将在中国建设银行计划的海外首次公开发行时以公开发行价格认购10亿美元的股份。2005年10月27日建行在香港率先公开发行上市，实现了国有独资商业银行改革新的突破。
2006年7月13日，中国建设银行发布公告，启用新国际顶级域名“WWW.CCB.COM”。2006年7月，中信公司董事长王军退休，常振明从建行功成身退，重返中信任副董事长兼总经理。2006年7月27日，交通银行副董事长兼行长张建国调任建行副董事长兼行长。
2006年8月11日，香港股市收市后，恒指服务公司宣佈把建行在9月11日起纳入恒生指数成份股，是首间国企公司成为香港蓝筹股。10月20日，中国建设银行举行临时股东大会，通过以97.1亿港元收购美国银行（亚洲）有限公司100%股权的议案，并且易名为中国建设银行（亚洲）股份有限公司。
2007年9月25日，中国建设银行登陆A股市场。建行90亿A股的首次公开发行共筹集资金580.5亿元。2007年11月8日，丽新发展宣布，与中国建设银行合作投资把中环丽嘉酒店现址重建为甲级商厦，其中部分楼面将作為中国建设银行香港的营业办公楼。中国建设银行会向丽展及三家少数股东以13.69亿元购入丽嘉酒店合共40%股权，相当於每迟楼面作价15,800元。
2012年3月14日，建行香港地產控股以25.1亿元向信和置业及大股东黄氏家族购入九龙湾宏照道18号东汇18全幢，以总楼面34.862万方迟计算，楼面迟价约7,200元。东汇18已经正式改名為中国建设银行中心（CCB Centre）。2012年12月，中国建设银行大厦正式啟用。2013年11月1日，建行收购巴西工商银行（Banco Industrial & Comercial SA）72%股权，作价约17亿雷亚尔（合7.8亿美元），包括1.573亿股普通股及2,470万股优先股。
2014年，中国建设银行以1,213亿美元销售额，342亿美元利润登上福布斯2014年度全球企业2000强排行的第二位。

## 业务发展
中国建设银行是首家以全流通形式在香港上市的中国国有商业银行，同时是首间在中国大陆登记的公司成為恒生指数成份股。作为国家专业银行，建行主要经办国家基本建设拨款，管理和监督使用国家计划确定的基本建设资金。

## 历任管理层

### 中国建设银行行长
- 马南风（1954年10月－1958年7月）（1954-1996年为中国人民建设银行）
- 许毅（1958年7月－1964年6月）（1958年7月并入财政部，改为财政部基本建设财务司，对外保留中国人民建设银行名义；1962年3月恢复设立）
- 武博山（1978年6月－1984年12月）
- 周道炯（1984年12月－1994年4月）
- 王岐山（1994年2月－1998年2月）（1996年3月更名为中国建设银行）
- 周小川（1998年2月－2000年2月）
- 王雪冰（2000年2月－2002年1月）
- 张恩照（2002年1月－2004年9月）
- 常振明（2004年9月15日－2006年7月23日）（2004年9月改制为中国建设银行股份有限公司）
- 张建国（2006年7月27日－2015年6月12日）
- 王祖继（2015年6月12日－2019年3月27日）
- 刘桂平（2019年3月27日－2020年11月27日）
- 王江（2021年2月5日－2022年3月24日）
- 张金良（2022年5月27日－2024年3月26日）
- 张毅（2024年5月16日－）

### 中国建设银行股份有限公司董事长
- 张恩照（2004年9月15日－2005年3月16日）
- 郭树清（2005年3月25日－2011年10月28日）
- 王洪章（2012年1月16日－2017年8月16日）
- 田国立（2017年10月9日－2024年3月26日）
- 张金良（2024年3月27日－）

## 移动应用
截至2023年，建行线上个人用户数5.43亿户，月活用户（MAU）超2亿户，日活跃客户规模达2600万户。
建设银行手机银行7.0版推出了AI元宇宙空间，用户可以获得元宇宙居民证并定制虚拟形象，在主广场、财富空间、车生活空间和信用卡空间等区域进行体验。然而，该元宇宙空间建模被指质量欠佳，互动方式有限，且不支持横屏模式。
2024年9月，建行生活应用接入中国银联云闪付支付平台。